# Bitva u Tennódži
Bitva u Tennódži (japonsky 天王寺・岡山の戦い, Tennódži Okajama no tatakai) se uskutečnila 3. června 1615 mezi vojsky Iejasua Tokugawy a Hidejoriho Tojotomiho. Šógun Iejasu Tokugawa obléhal Ósaku a Hidejori Tojotomi plánoval protiútok. Obě strany se dopouštěly řady chyb, dokud Tojotomiho strana nakonec nepadla. Sám Hidejori Tojotomi pravděpodobně spáchal rituální sebevraždu seppuku. Tojotomiho armáda utrpěla v této bitvě téměř 25procentní ztráty, když přišla o 15 000 mužů. Bitva u Tennódži byla rovněž poslední bitvou proslulého generála Jukimury Sanady. 

## Bitva
Poslední odpor ósacké posádky proběhl v Tennódži mimo Ósacký hrad. Syn Hidejošiho Tojotomiho Hidejori vymyslel plán, jak se pokusit zvrátit průběh obléhání. Proto se 2. června 1615 konala válečná porada, kde bylo rozhodnuto, že generálové Jukimura Sanada a Harunaga Óno a další velitelé zahájí útok, aby upoutali pozornost šógunátního vojska, zatímco daimjó Takenori Akaši obejde linii nepřítele a zaútočí z jeho týlu. Po rozvinutí tohoto útoku měl Hidejori vyrazit z opevnění v útočné formaci pod vlajkou svého otce Hidejošiho. Avšak šógunátnímu vojsku velel sám Iejasu Tokugawa, přestože byl raněn kopím. Generál Sanada přišel o hlavu, když usedl na stoličku, aby si odpočinul. Také Akašiho útok na nepřátelský týl se nezdařil. Tak zůstal Hidejori Tojotomi na obranu hradu sám se svými muži. Tokugawa pověřil dobytím hradu Naotaku Iiho, syna generála Naomasy Iiho. Naotaka začal ostřelovat hrad všemi dělostřeleckými prostředky, jež měl k dispozici, takže hrad začal brzy hořet. Hidejori a jeho matka Jodo-dono  spáchali rituální sebevraždu seppuku. Poslední z klanu Tojotomiů, Hidejoriho osmiletý syn Kunimacu, byl sťat spolu s Moričikou Čósokabem a jeho syny a množstvím róninů, kterých bylo prý tolik, že jejich vyrovnané hlavy sahaly od starého Kjóta až do Fušimi.
Kromě menších šarvátek byla bitva u Tennódži poslední bitvou svedenou mezi dvěma velkými samurajskými armádami v historii.